# Бебі-бум

Народжуваність у США (на 1000 населення). Сегмент 1946-1964 — період бебі-буму — зображено червоним кольором

Бебі-бум (англ. baby boom — «вибух народжуваності») — значне і стійке збільшення народжуваності, що мало місце в середині XX століття в багатьох країнах світу, головним чином розвинених країнах Заходу, компенсаційне збільшення народжуваності наприкінці 1940-х — на початку 1950-х. Цей термін набув поширення головним чином у США. Бебі-бум виник у порівняно сприятливих економічних умовах після закінчення Другої світової війни 1939-1945. У роки, що йдуть після закінчення великих воєн, спостерігається різке підвищення загальних коефіцієнтів шлюбності та народжуваності. Укладаються шлюби, які б розподілялися у часі протягом усіх років війни, якби вона їм не перешкоджала. Коефіцієнт народжуваності також різко підвищується рахунок народження дітей у існуючих раніше сім'ях, у яких народження було відкладено через несприятливі умови воєнного часу.
У більшості країн, які зазнали його, бебі-бум почався під час Другої світової війни або наприкінці 1930-х. Бебі-бум мав найбільшу інтенсивність у Новій Зеландії, Австралії, Ісландії, Канаді, Норвегії та США.
У країнах Південної Європи бебі-бум був відсутній або був дуже слабко виражений. У частині країн бебі-бум складався з двох хвиль: спочатку пік був досягнутий безпосередньо після війни, потім був спад народжуваності, за яким знову слідував зростання і новий пік у 1960-х .
Бебі-бум збігся зі значним і стійким збільшенням шлюбності - «бумом шлюбу».
За бебі-бумом стався спад народжуваності, який отримав назву «baby-bust». Наприклад, в 1976 в США коефіцієнт народжуваності досяг мінімуму — близько 1,75 дитини на жінку, нижчу за рівень відтворення і вдвічі менший, ніж у середині 1950-х.

## США
У США коефіцієнт народжуваності в 1945 склав 20,4 ‰ (1940 - 19,4 ‰), в 1950 - 24,1 ‰, в 1955 - 24,8 ‰. Число народжень за роки збільшилося з 2.259 млн до 4.104 млн на рік. Сім'ї з чотирма-п'ятьма дітьми знову стали нормою, як це було ще наприкінці ХІХ століття. Цікаво, що у США підйом народжуваності почався ще наприкінці 1930-х (після закінчення Великої депресії), і навіть під час війни коефіцієнт сумарної народжуваності залишався вищим, ніж у 1930.
Бебі-бум носив тимчасовий характер, з кінця 1950-х народжуваність у США, а потім і в інших розвинених країнах почала знижуватись. У 1976 в США коефіцієнт народжуваності досяг мінімуму — близько 1,75 дитини на жінку, нижчу за рівень відтворення і вдвічі менший, ніж у середині 1950-х.
Термін "бебі-бум" найчастіше відноситься до бебі-буму після Другої світової війни, а конкретніше в 1941-1964, коли кількість щорічних пологів перевищувала 2 на 100 жінок (або приблизно 1% від загальної чисельності населення). За оцінками, 78,3 млн американців народилися в цей період.

## Франція
Після низького рівня народжуваності Франція пережила бебі-бум з 1945. Ще на початку XX століття у французів було почуття, особливо в порівнянні з могутнішою Німеччиною, що населення Франції неймовірно маленьке. Пронаталістська політика запропонована в 1930-х, а реалізована вже в 1940-х.
Крім цього, була стійка імміграція, особливо з колишніх французьких колоній у Північній Африці. Населення Франції зросло із 40,5 млн. (1946) до 50 млн. (1968), а в 1999 там налічувалося трохи менше 60 млн осіб. Чисельність сільського населення різко скоротилася: у 1945 35% усієї робочої сили Франції припадало на сільське господарство, але у 2000 у сільському господарстві було зайнято менше 5% усіх працюючих людей. До 2004 Франція мала другий за величиною рівень народжуваності в Європі, поступаючись лише Ірландії.